# Humoryna
Humoryna (ukr. Гуморина, ros. Юморина) – coroczny festiwal humoru odbywający się w Odessie tradycyjnie organizowany 1 kwietnia, w Prima Aprilis.  

## Historia
Festiwal został zainicjowany w 1973 przez odeski zespół Klubu Wesołych i Pomysłowych (KWN) jako odpowiedź na przerwanie nadawania telewizyjnych konkursów KWN przez władze radzieckie. Nazwa „Humoryna” powstała przez analogię do festiwalu filmowego „Kinomaryna” odbywającego się w tamtym czasie. 
W 1976 władze, zaniepokojone rosnącą skalą wydarzenia i towarzyszącym mu zamieszaniem, zakazały organizacji festiwalu. Humoryna przetrwała wówczas jedynie w ograniczonej formie na terenach odesskich uczelni. 
W 1987 festiwal został reaktywowany i stopniowo odzyskiwał dawną popularność. Przez kilka lat ważną rolę w jej rozwoju odgrywał Mychajło Żwanećkyj, prezes lokalnego klubu, który zapraszał znanych artystów kabaretowych do występów na głównych placach miasta. W 1997 roku w ramach festiwalu zorganizowano nawet Odeskie igrzyska olimpijskie.
Festiwal stał się istotnym elementem kultury Odessy, przyciągającym zarówno mieszkańców, jak i turystów z różnych zakątków świata. W 2019 Humoryna była dedykowana stuleciu Odeskiej Wytwórni Filmowej, a w paradzie zaprezentowano m.in. kostiumy z filmu D’Artagnan i trzej muszkieterowie.

## Przebieg
Podczas Humoryny odbywają się liczne wydarzenia, takie jak:
- parady kostiumowe,
- występy muzyczne,
- pokazy komików i klaunów,
- różnorodne żarty i psikusy, zarówno wśród uczestników, jak i w lokalnych mediach[4][1][5].

W niektórych latach, ze względu na sytuację polityczną lub konflikty zbrojne, festiwal był odwoływany lub modyfikowany. Na przykład w 2022, mimo trwającego konfliktu ukraińsko-rosyjskiego, zorganizowano wojskową Humorynę-Dżawelinę, której program obejmował m.in. flash mob Walizka-dworzec-Rosja oraz charytatywny maraton online na rzecz Sił Zbrojnych Ukrainy.